# Anoura latidens
Anoura latidens (Handley, 1984) è un pipistrello della famiglia dei Fillostomidi diffuso nell'America meridionale.

## Descrizione

### Dimensioni
Pipistrello di piccole dimensioni, con la lunghezza totale tra 61 e 77 mm, la lunghezza dell'avambraccio tra 40,3 e 45,7 mm,  la lunghezza del piede tra 11 e 13 mm e la lunghezza delle orecchie tra 11 e 17 mm.

### Aspetto
La pelliccia è lunga. Il colore delle parti dorsali è marrone, con la base dei peli giallo-brunastra, mentre le parti ventrali fino al petto sono bianche e l'addome è brunastro. Il muso è allungato e fornito all'estremità di una piccola foglia nasale lanceolata.  La lingua è allungabile e fornita di papille sulla punta. Le orecchie sono relativamente piccole e separate. È privo di coda, mentre l'uropatagio è ridotto ad una sottile membrana lungo la parte interna degli arti inferiori.

## Biologia

### Comportamento
Si rifugia in piccoli gruppi all'interno di grotte e cavità degli alberi.

### Alimentazione
Si nutre di nettare e polline.

## Distribuzione e habitat
Questa specie è diffusa in maniera discontinua in Venezuela, Guyana, Colombia e Perù.
Vive nelle foreste sempreverdi tropicali, foreste pluviali ma anche giardini e piantagioni tra 50 e 2.100 metri di altitudine.

## Conservazione
La IUCN Red List, considerato il vasto areale, la popolazione presumibilmente numerosa e la presenza in diverse aree protette, classifica A.latidens come specie a rischio minimo (Least Concern)).